# Rondeletia rohrii
Rondeletia rohrii là một loài thực vật có hoa trong họ Thiến thảo. Loài này được R.O.Williams & Cheesman miêu tả khoa học đầu tiên năm 1928.